# Колонная станция глубокого заложения
Колонная станция глубокого заложения — разновидность станции метрополитена, находящейся на большой глубине. Представляет собой центральный и два боковых зала, взаимопересекающиеся разомкнутые кольца обделок которых опираются на общий для каждой пары залов конструктивный элемент — колонну. В зависимости от типа станции кольца обделок передают нагрузку на колонны через клинчатые перемычки либо через прогоны, образуя колонно-прогонный комплекс.
Основным преимуществом колонной станции является значительно бо́льшая пропускная способность, нежели у пилонной станции.